# 早川太貴
早川 太貴（はやかわ だいき、1999年12月18日 - ）は、北海道江別市出身のプロ野球選手（投手）、元地方公務員（北海道北広島市元職員）。右投右打。阪神タイガース所属。

## 経歴

### プロ入り前
大麻泉小学校3年時に東大麻グランドキングスで野球を始め、江別市立大麻東中学校では軟式野球部に所属した。
北海道大麻高等学校では2年時の秋に背番号1を任されたが、3年時の春の札幌支部大会中に右腕を疲労骨折し、夏の大会前も右肘頭を骨折し、大会では右肘を包帯で吊ったままベンチ入りしていた。甲子園出場経験はなし。当時の最高球速は125〜130k/mと公言している。
高校卒業後は小樽商科大学に進学し、当時札幌学生野球連盟の2部に所属していた硬式野球部に入部した。大学では体重を10kg増やしたこともあり、140km/h台まで球速を伸ばし、最終的には147km/hを記録。4年間で公式戦8勝を記録した。
大学卒業後の2022年春より北広島市役所に就職。福祉課職員として働きながら、北広島市職労のメンバーとして軟式野球をプレーし、社会人野球クラブチームのウイン北広島で硬式野球のプレーも続けた。軟式野球選手としては2022年8月の第52回全道自治体職員等野球選手権大会で8年ぶりの優勝に貢献し、9月の第32回全日本自治体職員等野球選手権大会全国優勝大会では準優勝に貢献し、敢闘賞を受賞、硬式野球選手としては2022年8月・9月の第8回北海道地区クラブ選手権大会で3試合で先発、中継ぎ、抑えとフル回転して優勝に貢献し、最高殊勲選手賞を受賞するなど、軟式・硬式ともに結果を残した。2023年春は硬式でのプレーに専念した。2022年12月に最速150km/hを記録する伸びしろからNPBスカウトより注目され、ドラフト解禁年の2023年10月には読売ジャイアンツの新人テストにも参加した。硬式と軟式の二刀流、現役地方公務員といった話題性からもメディアの取り上げが複数あり、2023年のドラフト会議当日にはTBS系列『THE運命の1日』に出演したが、指名はされなかった。

### くふうハヤテ時代
2023年12月7日、2024年シーズンから日本野球機構 (NPB) のウエスタン・リーグに新規参入するくふうハヤテベンチャーズ静岡（当時正式球団名未定）に入団することが発表された。背番号は41。
2024年3月15日、オリックス・バファローズとのウエスタン・リーグ開幕戦（ちゅ〜るスタジアム清水）に開幕投手として先発登板したが、制球が定まらず、4回7失点（自責点5）で降板した。そのままくふうハヤテは1分けを挟んで5連敗を喫してしまっていたが、2度目の先発登板となる3月22日の対阪神タイガース戦（阪神鳴尾浜球場）では、7回を投げ被安打3、与四球1、5奪三振、無失点の好投を見せ、2対0でくふうハヤテのNPBファーム公式戦初勝利に貢献。自身もくふうハヤテ初の勝利投手となった。続く31日の対広島東洋カープ戦（由宇球場）での先発登板では、9回を投げ切り、被安打7、与四球1、6奪三振、1失点でチームの2勝目となる完投勝利を挙げた。4月7日の対オリックス戦（杉本商事バファローズスタジアム舞洲）では6回2失点の好投で、開幕10連勝を挙げていたオリックスから勝利を挙げ、この日時点でリーグトップの3勝目となった。なお、この日時点でチームは3勝しか挙げておらず、4月12日に奥田域太が勝利投手になるまでチームの全白星を早川1人が挙げる形となっていた。6月20日には7月に開催されるフレッシュオールスターゲームの出場選手に選出された。フレッシュオールスターでは6番手で登板し、この試合でMVPとなった橋本星哉から空振り三振を奪うなど、1回無失点の投球を見せた。後半戦からはリリーフでも起用されるようになったため、最終的にリーグの規定投球回に達することはできず、25試合の登板（先発15試合）で、4勝7敗、防御率3.22という成績でシーズンを終えた。初勝利を挙げた阪神相手に成績がよく、21イニング連続無失点するなど6試合の登板で防御率0.35に封じ込めていた。
2024年のドラフト会議にて阪神タイガースから育成3位指名を受けた。背番号は129。担当スカウトは筒井和也。くふうハヤテからは初のドラフト指名選手になるとともに、1971年にドラフト外で大洋ホエールズに入団した高木好一以来となる市役所職員出身者のNPB球団入りとなった。11月18日に支度金300万円、年俸300万円で仮契約を結んだ（金額はいずれも推定）。

### 阪神時代
2025年は、育成ルーキーながら二軍のローテーションの柱を担い、主に先発で12試合に登板して6勝1敗、防御率3.16を記録していた（7月13日時点）。7月13日に支配下選手登録が公示された。新たな背番号は31。7月16日に一軍登録されると、同日の中日ドラゴンズ戦（阪神甲子園球場）で一軍初登板を果たした。その後は登板機会がなく、21日に登録を抹消された。

## 選手としての特徴
最速150km/hのストレートとスプリットが持ち味。他にカットボール、カーブ、ツーシームの球種を持つ。タイミングの取りづらいフォームから威力のある球を投じる。

## 詳細情報

### 記録

#### NPB
初記録
- 初登板：2025年7月16日、対中日ドラゴンズ12回戦（阪神甲子園球場）、9回表二死に4番手として救援登板、0回1/3を無失点[37]
- 初奪三振：同上、9回表に髙橋宏斗から空振り三振[37]

### 背番号
- 41（2024年[12]）
- 129（2025年[30] - 同年7月12日）
- 31（2025年7月13日[34] - ）